# Shen Chen
Shen Chen (chiń. 晨 沈, ur. 28 lipca 1990 w Nankinie) – chińska szablistka, brązowa medalistka mistrzostw świata.
Podczas mistrzostw świata w Moskwie w 2015 roku zdobyła brązowy medal w turnieju indywidualnym. Wyprzedziły ją jedynie Rosjanka Sofja Wielika i Francuzka Cécilia Berder. W zawodach drużynowych Chinki z Shen w składzie zajęły ósme miejsce. Ósme miejsce drużynowo zajęła także na rozgrywanych rok wcześniej mistrzostwach świata w Kazaniu.
Wystartowała na igrzyskach olimpijskich w Rio de Janeiro w 2016 roku, gdzie w rywalizacji indywidualnej zajęła 17. miejsce. Był to jej jedyny start olimpijski.
Zdobyła ponadto srebrny medal drużynowo i brązowy indywidualnie na igrzyskach azjatyckich w Inczonie w 2014 roku.